# Abzac, Gironde

Abzac este o comună în departamentul Gironde din sud-vestul Franței. În 2009 avea o populație de 1.770 de locuitori.

## Evoluția populației
| An        | 1975  | 1982  | 1990  | 1999  | 2006  | 2009  |
| --------- | ----- | ----- | ----- | ----- | ----- | ----- |
| Populație | 1.426 | 1.475 | 1.472 | 1.599 | 1.704 | 1.770 |